# NGC 6680
NGC 6680 (другие обозначения — PGC 62210, ZWG 143.10) — галактика в созвездии Геркулес.
Этот объект входит в число перечисленных в оригинальной редакции «Нового общего каталога».